# سرکلاته خراب‌شهر
سرکلاته خراب شهر، روستایی است از توابع بخش مرکزی شهرستان کردکوی در استان گلستان ایران که در ۱۲ کیلومتری جنوب غربی شهر کردکوی و ۳۹ کیلومتری شهر گرگان قرار دارد.
این روستا از شمال به جاده ساری ـ گرگان از شرق به روستای سالیکنده، از جنوب به اراضی جنگلی و از جنوب غرب به روستای کارکنده محدود می‌شود. همچنین روستای سرکلاته از سطح دریا ۱۱۰متر ارتفاع دارد و تحت تأثیر اقلیم کوهپایه‌ای و خزری آب و هوای آن معتدل است و فاصله اندکی با دریای خزر دارد.(حدود۶/۵کیلومتر)
این روستا دارای پیشینه ای بسیار غنی می‌باشد و دارای منطقه ای باستانی به نام خرابشهر(شهر باستانی تمیشه) در مجاورت خود است. همچنین این روستا به دلیل دارا بودن زمینهای کشاورزی جلگه ای خیل عظیمی از مهاجران را در خود جای داده‌است. شغل اکثر مردمان این روستا کشاورزی و دامپروری است. همچنین این روستا از جاذبه های طبیعی و تاریخی و فرهنگی زیادی برخوردار است که مهم ترین آنها عبارت اند از: آبشار بزبنه، آبشار لاملیچ، آبشار پرشگاه، آبشار سنگ کومه، آبشار انجیل سره، آبشار منزولک ، قلعه باستانی نارنج قلعه و دختر قلعه، دیوار تمیشه، کوره آجر پزی عهد ساسانی متعلق به دیوار تمیشه ، بقایای شهر باستانی تمیشه، قنات های مربوط به عهد طاهریان ، امامزاده قاسم خرابشهر، امامزاده چهارکوه و ... .

## جمعیت
این روستا در دهستان چهارکوه قرار دارد و براساس سرشماری مرکز آمار ایران در سال ۱۳۸۵، جمعیت آن ۳۲۰۰ نفر (۷۶۹خانوار) بوده‌است.
تا پایان ۱۳۹۹ احتمالا جمعیت مقیم روستا از مرز ۵۰۰۰ نفر عبور کرده است.
همچنین خیل عظیم جمعیت غیر مقیم روستا در شهرهای تهران، گرگان، کردکوی، بندرگز، بهشهر، اصفهان حضور دارند
مردم روستای سرکلاته به زبان طبری سخن می‌گویند، مسلمان و پیرو مذهب شیعه جعفری هستند.

## خرابه های شهر تاریخیتمیشه
امروزه در کنار روستای سرکلاته خراب‌شهر آثار تاریخی شهر  تمیشه که از شهر های تاریخی و مهم خطه طبرستان بوده،پیداست است.این روستا امروزه در تقسیمات کشوری از توابع شهرستان کردکوی واقع در استان گلستان بوده و از شمال غربی و غرب به خرابه های تاریخی تمیشه محدود می باشد. چارلز فرانسیس مکنزی که در دوره قاجار از شمال ایران دیدن کرده و خرابه‌های شهر تمیشه را دیده بود آورده است:« خرابه شهر (تمیشه)،مانند سایر عمارت های مخروبه کتیبه ای نداشت.آثار دیوار و خندقی به چشم می خورد و مقداری آجر و سفال در جنگل وجود داشت ، ولی تاریخچه آن در اعماق زمان پنهان است و شاید هیچگاه آشکار نشود».به گفته ابن اسفندیار تمیشه در دوران اسپهبدان دابویی طبرستان،نشستگاه ولیعهد طبرستان بود و پس از مرگ اسپهبد دادمهر ، فرزندش خورشید که کودکی خردسال و ولیعهد وی بود به تمیشه رفت و عموی وی فرخان کوچک که حکومت طبرستان به وی تفویض شده بود تا رسیدن خورشیده به سن بلوغ در قصر اصفهبدان در ساری بر طبرستان شهریاری کرد.
شهر باستانی تمیشه در سال ۱۳۸۰ به شماره ۴۷۵۴ و دیوار تمیشه و متعلقات آن به شماره ۴۷۵۵در فهرست آثار ملی ایران ثبت شده اند.